# Myrmarachne
Myrmarachne là một chi nhện trong họ Salticidae.

## Các loài
Các loài trong chi này gồm:
- Myrmarachne albocincta (C. L. Koch, 1846)
- Myrmarachne albosetosa Wanless, 1978
- Myrmarachne alticeps (Thorell, 1890)
- Myrmarachne andrewi Wanless, 1978
- Myrmarachne andringitra Wanless, 1978
- Myrmarachne angusta (Thorell, 1877)
- Myrmarachne annamita Żabka, 1985
- Myrmarachne annandalei Simon, 1901
- Myrmarachne assimilis Banks, 1930
- Myrmarachne attenuata (Karsch, 1880)
  - Myrmarachne attenuata (O. P.-Cambridge, 1901)
- Myrmarachne augusta (Peckham & Peckham, 1892)
- Myrmarachne aurea Ceccarelli, 2010
- Myrmarachne aureonigra Edmunds & Prószyński, 2003
- Myrmarachne bakeri Banks, 1930
- Myrmarachne balinese Prószyński & Deeleman-Reinhold, 2010
- Myrmarachne bamakoi Berland & Millot, 1941
- Myrmarachne bengalensis Tikader, 1973
- Myrmarachne bicolor (L. Koch, 1879)
- Myrmarachne bicurvata (O. P.-Cambridge, 1869)
- Myrmarachne bidentata Banks, 1930
- Myrmarachne biseratensis Badcock, 1918
- Myrmarachne borneensis Peckham & Peckham, 1907
- Myrmarachne brasiliensis Mello-Leitão, 1922
- Myrmarachne brevis Xiao, 2002
- Myrmarachne calcuttaensis Biswas, 1984
- Myrmarachne caliraya Barrion & Litsinger, 1995
- Myrmarachne capito (Thorell, 1890)
- Myrmarachne centralis (Peckham & Peckham, 1892)
- Myrmarachne chapmani Banks, 1930
- Myrmarachne chickeringi Galiano, 1969
- Myrmarachne christae (Prószyński, 2001)
- Myrmarachne circulus Xiao & Wang, 2004
- Myrmarachne clavigera (Thorell, 1877)
- Myrmarachne cognata (L. Koch, 1879)
- Myrmarachne collarti Roewer, 1965
- Myrmarachne concava Zhu et al., 2005
- Myrmarachne confusa Wanless, 1978
- Myrmarachne consobrina Denis, 1955
- Myrmarachne constricta (Blackwall, 1877)
- Myrmarachne cornuta Badcock, 1918
- Myrmarachne corpuzrarosae Barrion, 1981
- Myrmarachne cowani (Peckham & Peckham, 1892)
- Myrmarachne cuneata Badcock, 1918
- Myrmarachne cuprea (Hogg, 1896)
- Myrmarachne debilis (Thorell, 1890)
- Myrmarachne decorata Reimoser, 1927
- Myrmarachne diegoensis Wanless, 1978
- Myrmarachne dilatata (Karsch, 1880)
- Myrmarachne dirangicus Bastawade, 2002
- Myrmarachne dubia (Peckham & Peckham, 1892)
- Myrmarachne dundoensis Wanless, 1978
- Myrmarachne edentata Berry, Beatty & Prószyński, 1996
- Myrmarachne edentula (Peckham & Peckham, 1892)
- Myrmarachne edwardsi Berry, Beatty & Prószyński, 1996
- Myrmarachne eidmanni Roewer, 1942
- Myrmarachne electrica (Peckham & Peckham, 1892)
- Myrmarachne elongata Szombathy, 1915
- Myrmarachne erythrocephala (L. Koch, 1879)
- Myrmarachne eugenei Wanless, 1978
- Myrmarachne eumenes (Simon, 1900)
- Myrmarachne evidens Roewer, 1965
- Myrmarachne exasperans (Peckham & Peckham, 1892)
- Myrmarachne foenisex Simon, 1910
- Myrmarachne foreli Lessert, 1925
- Myrmarachne formica (Doleschall, 1859)
- Myrmarachne formicaria (De Geer, 1778)
  - Myrmarachne formicaria tyrolensis (C. L. Koch, 1846)
- Myrmarachne formosa (Thorell, 1890)
- Myrmarachne formosana (Matsumura, 1911)
- Myrmarachne formosana (Saito, 1933)
- Myrmarachne formosicola Strand, 1910
- Myrmarachne galianoae Cutler, 1981
- Myrmarachne gedongensis Badcock, 1918
- Myrmarachne gigantea Żabka, 1985
- Myrmarachne giltayi Roewer, 1965
- Myrmarachne gisti Fox, 1937
- Myrmarachne glavisi Prószyński & Deeleman-Reinhold, 2010
- Myrmarachne globosa Wanless, 1978
- Myrmarachne grossa Edmunds & Prószyński, 2003
- Myrmarachne guaranitica Galiano, 1969
- Myrmarachne gurgulla Ceccarelli, 2010
- Myrmarachne hanoii Żabka, 1985
- Myrmarachne hesperia (Simon, 1887)
- Myrmarachne hidaspis Caporiacco, 1935
- Myrmarachne himalayensis Narayan, 1915
- Myrmarachne hirsutipalpi Edmunds & Prószyński, 2003
- Myrmarachne hispidacoxa Edmunds & Prószyński, 2003
- Myrmarachne hoffmanni Strand, 1913
- Myrmarachne ichneumon (Simon, 1886)
- Myrmarachne imbellis (Peckham & Peckham, 1892)
- Myrmarachne incerta Narayan, 1915
- Myrmarachne inermichelis Bösenberg & Strand, 1906
- Myrmarachne inflatipalpis Wanless, 1978
- Myrmarachne insulana Roewer, 1942
- Myrmarachne iridescens Banks, 1930
- Myrmarachne isolata Clark & Benoit, 1977
- Myrmarachne jacksoni Prószyński & Deeleman-Reinhold, 2010
- Myrmarachne jacobsoni Reimoser, 1925
- Myrmarachne jajpurensis Prószyński, 1992
- Myrmarachne japonica (Karsch, 1879)
- Myrmarachne jugularis Simon, 1901
- Myrmarachne kiboschensis Lessert, 1925
- Myrmarachne kilifi Wanless, 1978
- Myrmarachne kitale Wanless, 1978
- Myrmarachne kochi Reimoser, 1925
- Myrmarachne kuwagata Yaginuma, 1967
- Myrmarachne laeta (Thorell, 1887)
  - Myrmarachne laeta flava Narayan, 1915
  - Myrmarachne laeta praelonga (Thorell, 1890)
- Myrmarachne laurentina Bacelar, 1953
- Myrmarachne lawrencei Roewer, 1965
- Myrmarachne legon Wanless, 1978
- Myrmarachne leleupi Wanless, 1978
- Myrmarachne leptognatha (Thorell, 1890)
- Myrmarachne lesserti Lawrence, 1938
- Myrmarachne linguiensis Zhang & Song, 1992
- Myrmarachne longiventris (Simon, 1903)
- Myrmarachne luachimo Wanless, 1978
- Myrmarachne luctuosa (L. Koch, 1879)
- Myrmarachne ludhianaensis Sadana & Gupta, 1998
- Myrmarachne lugens (Thorell, 1881)
- Myrmarachne lugubris (Kulczyński, 1895)
- Myrmarachne lulengana Roewer, 1965
- Myrmarachne lulengensis Roewer, 1965
- Myrmarachne lupata (L. Koch, 1879)
- Myrmarachne macleayana (Bradley, 1876)
- Myrmarachne macrognatha (Thorell, 1894)
- Myrmarachne magna Saito, 1933
- Myrmarachne mahasoa Wanless, 1978
- Myrmarachne malayana Edmunds & Prószyński, 2003
- Myrmarachne mandibularis (Thorell, 1890)
- Myrmarachne manducator (Westwood, 1841)
- Myrmarachne maratha Tikader, 1973
- Myrmarachne mariaelenae Edwards & Benjamin, 2009
- Myrmarachne markaha Barrion & Litsinger, 1995
- Myrmarachne marshalli Peckham & Peckham, 1903
- Myrmarachne maxillosa (C. L. Koch, 1846)
  - Myrmarachne maxillosa septemdentata Strand, 1907
- Myrmarachne mcgregori Banks, 1930
- Myrmarachne megachelae Ganesh Kumar & Mohanasundaram, 1998
- Myrmarachne melanocephala MacLeay, 1839
- Myrmarachne melanotarsa Wesolowska & Salm, 2002
- Myrmarachne militaris Szombathy, 1913
- Myrmarachne mocamboensis Galiano, 1974
- Myrmarachne moesta (Thorell, 1877)
- Myrmarachne mussungue Wanless, 1978
- Myrmarachne myrmicaeformis (Lucas, 1871)
- Myrmarachne naro Wanless, 1978
- Myrmarachne natalica Lessert, 1925
- Myrmarachne nemorensis (Peckham & Peckham, 1892)
- Myrmarachne nigella Simon, 1901
- Myrmarachne nigeriensis Wanless, 1978
- Myrmarachne nigra (Thorell, 1877)
- Myrmarachne nitidissima (Thorell, 1877)
- Myrmarachne nubilis Wanless, 1978
- Myrmarachne onceana Barrion & Litsinger, 1995
- Myrmarachne opaca (Karsch, 1880)
- Myrmarachne orientales Tikader, 1973
- Myrmarachne paivae Narayan, 1915
- Myrmarachne palladia Denis, 1958
- Myrmarachne panamensis Galiano, 1969
- Myrmarachne parallela (Fabricius, 1798)
- Myrmarachne patellata Strand, 1907
- Myrmarachne paviei (Simon, 1886)
- Myrmarachne peckhami Roewer, 1951
- Myrmarachne pectorosa (Thorell, 1890)
  - Myrmarachne pectorosa sternodes (Thorell, 1890)
- Myrmarachne penicillata Mello-Leitão, 1933
- Myrmarachne piercei Banks, 1930
- Myrmarachne pinakapalea Barrion & Litsinger, 1995
- Myrmarachne pinoysorum Barrion & Litsinger, 1995
- Myrmarachne pisarskii Berry, Beatty & Prószyński, 1996
- Myrmarachne plataleoides (O. P.-Cambridge, 1869)
- Myrmarachne platypalpa Bradoo, 1980
- Myrmarachne poonaensis Tikader, 1973
- Myrmarachne prognatha (Thorell, 1887)
- Myrmarachne pygmaea (Thorell, 1894)
- Myrmarachne radiata (Thorell, 1894)
- Myrmarachne ramunni Narayan, 1915
- Myrmarachne ransoni Wanless, 1978
- Myrmarachne rhopalota (Thorell, 1895)
- Myrmarachne richardsi Wanless, 1978
- Myrmarachne robusta (Peckham & Peckham, 1892)
- Myrmarachne roeweri Reimoser, 1934
- Myrmarachne rubra Ceccarelli, 2010
- Myrmarachne rufescens (Thorell, 1877)
- Myrmarachne rufisquei Berland & Millot, 1941
- Myrmarachne russellsmithi Wanless, 1978
- Myrmarachne satarensis Narayan, 1915
- Myrmarachne schenkeli Peng & Li, 2002
- Myrmarachne seriatis Banks, 1930
- Myrmarachne shelfordi Peckham & Peckham, 1907
- Myrmarachne simoni (L. Koch, 1879)
- Myrmarachne simonis (Herman, 1879)
- Myrmarachne simplexella Roewer, 1951
- Myrmarachne smaragdina Ceccarelli, 2010
- Myrmarachne solitaria Peckham & Peckham, 1903
- Myrmarachne spissa (Peckham & Peckham, 1892)
- Myrmarachne striatipes (L. Koch, 1879)
- Myrmarachne sumana Galiano, 1974
- Myrmarachne tagalica Banks, 1930
- Myrmarachne tayabasana Chamberlin, 1925
- Myrmarachne thaii Żabka, 1985
- Myrmarachne topali Żabka, 1985
- Myrmarachne transversa (Mukerjee, 1930)
- Myrmarachne tristis (Simon, 1882)
- Myrmarachne turriformis Badcock, 1918
- Myrmarachne uelensis Wanless, 1978
- Myrmarachne uniseriata Narayan, 1915
- Myrmarachne uvira Wanless, 1978
- Myrmarachne vanessae Wanless, 1978
- Myrmarachne vehemens Fox, 1937
- Myrmarachne vestita (Thorell, 1895)
- Myrmarachne volatilis (Peckham & Peckham, 1892)
- Myrmarachne vulgarisa Barrion & Litsinger, 1995
- Myrmarachne wanlessi Edmunds & Prószyński, 2003